# Besar Musolli
Besar Musolli (ur. 28 lutego 1989 w Podujevie) – kosowski i albański piłkarz, w 2017 roku reprezentant Kosowa w piłce nożnej. W 2013 roku otrzymał albańskie obywatelstwo.